# 蘚類
蘚類（せんるい mosses）とは、コケ植物の一群で、スギゴケ、ミズゴケなどを含む。茎と葉からなる茎葉体の体制をもち、寿命の長い胞子体をもつ。一般に、苔類やツノゴケ類とは異なり、葉に中肋（ちゅうろく costa）とよばれる主脈状の細胞群がある。
世界中に分布し、約1万種がある。日本には61科、約1000種が記録されている。

## 形態
蘚類は、コケ植物の中でもっとも種数が多い。その形も生活も多様である。
植物体は数cmに満たないものが多いが、大きいものでは立ち上がって高さ30cmに達するものがあり、這うものや樹枝から垂れ下がるものでは、もっと大きいものもある。小さいものは1mmに満たないものもある。
植物体は双子葉植物の茎と葉のような姿の、いわゆる茎葉体（けいようたい）である。スギゴケのように、あまり枝分かれせずに直立するものや、ハイゴケのように枝分かれしながら横に這うもの、ごく茎が短くてロゼット状（タンポポの葉のような感じ）になるものなど、さまざまである。多くの場合、群生して集団を作る。葉や茎などは、維管束植物のそれに似てはいるが、はるかに簡単である。しかし、それに対応した仕組みは備えている。
葉は薄くて楕円形の、双子葉植物のそれに近い形であるが、葉柄に当たる部分を持つものは少なく、茎を抱く形の場合が多い。葉の細胞はほぼ1層に並んでいる。中央に葉脈の主脈のような筋が入る場合が多く、これを中肋（ちゅうろく）という。この部分には、水を通す細胞も分化している。葉脈のように枝分かれすることはない。なお、セン類の葉は、大きく裂けた形になることはほとんどない。この点、苔類の多くが、大きく裂けて背面側と腹面側の分化が見られる葉を持っている事から、よい区別点となる。また、苔類の葉には中肋がない。
茎には表面に表層、中心に中心束が分化し、中心束は水の輸送を担っていると考えられる。分類群によってはこの間にレプトイドと呼ばれる部分が分化し、これは有機物の輸送を行っているとされる。茎の地下部からは糸状の毛根のようなものが出ている。これを仮根（かこん）といい、1列の細胞からなっている。
植物体の先端などから胞子のうを形成する。コケ植物の胞子のうはさくと呼ばれる。苞葉の間から伸び出した胞子のう柄（さく柄）の先に、膨らんだ胞子のう（さく）が形成され、その内部に胞子が作られる。さくはクロゴケ類のように4つの裂け目を生ずるなどのようにして胞子を散布するものもあるが、多くの種では、先端部に口が開くようになっている。先端部は蓋のように外れ、外れると丸い口が開き、胞子が放出される。口の周囲にはさく歯とよばれる三角形の突起がずらりと取り囲んでいる。さく歯は湿度の変化によって開いたり閉じたりする運動を行う。この動きは胞子の散布に役だっていると思われる。さくの蓋の上には帽とよばれる膜状の構造がかぶさっている。

## 生活環
コケ植物一般と同様に、主たる植物体は配偶体であり、造卵器と造精器を植物体上に作る。造卵器で受精が起きると、受精卵は発芽して胞子体となる。つまりさく（胞子のう）が胞子体に当たる訳である。ただし、その先端の帽は配偶体に由来するものである。セン類の場合、さくが丈夫で、比較的長期にわたって維持される。初期には葉緑体を持つ場合もある。
さくの内部では減数分裂が起きて胞子が形成される。胞子が発芽すると、糸状の原糸体となるが、蘚類の原糸体は他のグループより発達がよいとされる。糸状で分枝をしながら地表を這い、葉緑体を持っているので光合成ができる。一部の種では植物体本体の葉が退化し、一生を原糸体に頼って生活する。なお、一部の種では原糸体が葉状や塊状になる。

## 生育環境

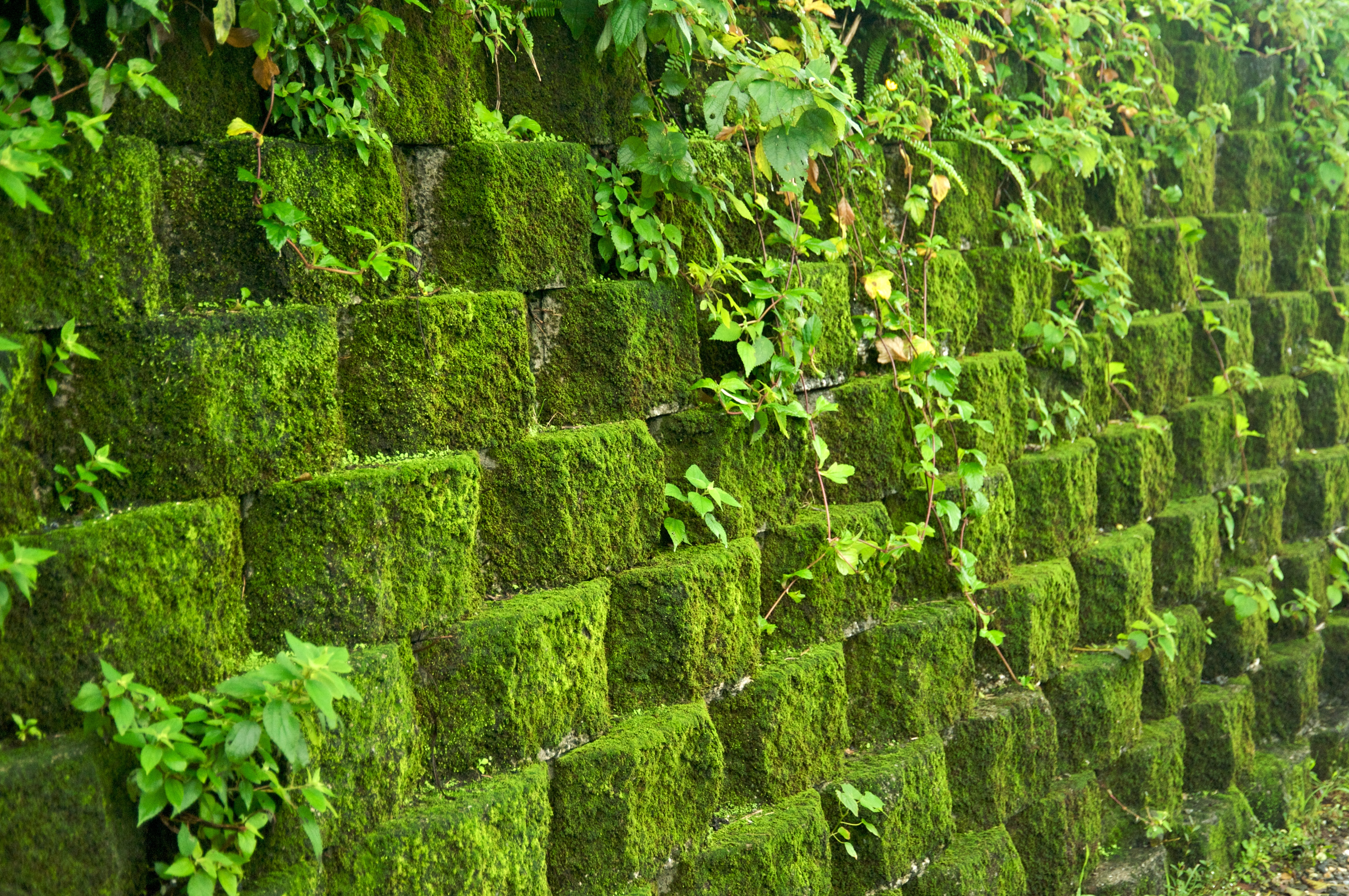

基本的には陸上生活である。水際に生活するものの中には、水中でも生育するものもあり、主として水中に見られるものもあるが、種数は少ない。集団が波にゆられながら球形に成長するマリゴケというものが知られている。
湿った環境を好む種が多く、温暖で湿潤な地域に多くの種を産する。乾燥した環境にも、数は少ないが、適応した種はある。特に常時霧がかかる森林では地上や樹上に多量のコケが生育し、蘚苔林と呼ばれる場合がある。そのような森林では、樹皮には一面にコケが生え、枝からも垂れ下がって独特の景観を呈する。
森林に生活する種が多いが、岩場や渓流、滝の周辺などにも多くの種が見られる。畑地や水田にもそれぞれに独特のものが見られるし、市街地でもいくつかの種が生育している。生育する基質としては、土、腐植土に生えるもの、岩の上に生えるもの、樹皮上に生育するもの、樹枝から垂れ下がるものなどがある。

## 分類
植物の分類では近年、DNA解析などから系統を導き出す分子系統学の手法が登場し、コケ植物の分類も従来のものからその枠組みが変わってきている。それまでは、コケ植物門としてひとつにまとめられていたが、これが側系統群であることが明確になってきたことから、その下位の各単系統群である3群を門へと昇格させる分類体系が提唱されてきている。下記に、系統分類と伝統的分類の両方を掲載する。
マゴケ植物門 Bryophyta - 蘚類
- マゴケ綱 Bryopsida
  - マゴケ亜綱
    - ハイゴケ目 Hypnales
    - アブラゴケ目 Hookeriales
    - スジイタチゴケ目 Ptychomniales
    - キダチゴケ目 Hypnodendrales
    - ヒノキゴケ目 Rhizogoniales
    - マゴケ目 Eubryales
    - タマゴケ目
    - ヒジキゴケ目
    - タチヒダゴケ目
    - オオツボゴケ目

  - シッポゴケ亜綱
    - シッポゴケ目
    - センボンゴケ目
    - ギボウシゴケ目（英語版）
    - スコウレリア目
    - エビゴケ目
    - ツチゴケ目

  - ヒョウタンゴケ亜綱
    - ハイツボゴケ目
    - ヒョウタンゴケ目
    - ヤリカツギ目

  - クサスギゴケ亜綱
    - クサスギゴケ目

  - イクビゴケ亜綱
    - イクビゴケ目

  - キセルゴケ亜綱
    - キセルゴケ目
- スギゴケ綱
  - スギゴケ目
- ヨツバゴケ綱
  - ヨツバゴケ目
- イシズチゴケ綱
  - イシズチゴケ目
- クロマゴケ綱
  - クロマゴケ目
- クロゴケ綱
  - クロゴケ目
- ミズゴケ綱
  - アンブチャナン目
  - ミズゴケ目
- ナンジャモンジャゴケ綱
  - ナンジャモンジャゴケ目

### 伝統的分類
伝統的分類では、蘚類の分類階級は綱であるが、その下位分類は大きく4つの亜綱に分かれる。大多数のものがマゴケ亜綱に含まれる。所属する科の数も多いので、代表のみを示す。
- ミズゴケ亜綱 Sphagnidae

葉には中肋がない。葉の細胞には大型で水を蓄えるものが多くまじる。さくは球形で、配偶体の形成する柄の上にあって、さくそのものには柄がない。湿地に群生し、寒冷地では高層湿原の形成の主体となる。実用面では重視されてきた。1科のみで、世界で150種、日本で35種。
ミズゴケ科：ミズゴケ
- クロゴケ亜綱 Andreaeidae

高山の岩にはえる小型種。さくは球形で、縦に4つの裂け目が生じるのが特徴。1科のみ、世界で100種、日本では2種のみ。
クロゴケ科：クロゴケ
- ナンジャモンジャゴケ亜綱 Takakiidae

小型で紐状の茎に細い葉がある。造卵器を囲う構造がない。発見当初は藻類かとも言われ、造卵器の発見によってコケ植物と認められた。世界で1属2種のみ。近年、ヒマラヤナンジャモンジャゴケで胞子体が発見され、セン類であることが認められた。
ナンジャモンジャゴケ科：ナンジャモンジャゴケ
- マゴケ亜綱 Bryidae

典型的なセン類である。上記の特徴は、ほとんどこの類についてのものである。
ヨツバゴケ目：ヨツバゴケ科
キセルゴケ目：キセルゴケ科（キセルゴケ・イクビゴケ）
スギゴケ目：スギゴケ科（スギゴケ・ハミズゴケ）
ホウオウゴケ目：ホウオウゴケ科
ツチゴケ目：ツチゴケ科
シッポゴケ目：キンシゴケ科・エビゴケ科・シッポゴケ科・シラガゴケ科他
センボンゴケ目：カタシロゴケ科・センボンゴケ科・ヤリカツギ科
ギボウシゴケ目：ギボウシゴケ科・ヒナノハイゴケ科
ヒョウタンゴケ目：ヨレエゴケ科・カゲロウゴケ科・ヒョウタンゴケ科・他
ヒカリゴケ目：ヒカリゴケ科
ホンマゴケ目：ハリガネゴケ科・チョウチンゴケ科・ヒモゴケ科他
タチヒダゴケ目：タチヒダゴケ科
イヌマゴケ目：カワゴケ科・コウヤノマンネングサ科・トラノオゴケ科他
アブラゴケ目：アブラゴケ科・ウニゴケ科・クジャクゴケ科
シトネゴケ目：シノブゴケ科・ヤナギゴケ科・ハイゴケ科（ハイゴケ）他